# Валя-Урсулуй (Тимна, Мехедінць)
Валя-Урсулуй (рум. Valea Ursului) — село у повіті Мехедінць в Румунії. Входить до складу комуни Тимна.
Село розташоване на відстані 241 км на захід від Бухареста, 31 км на схід від Дробета-Турну-Северина, 67 км на північний захід від Крайови.

## Населення
За даними перепису населення 2002 року у селі проживали 872 особи.
Національний склад населення села:
| Національність | Кількість осіб | Відсоток |
| -------------- | -------------- | -------- |
| румуни         | 616            | 70,6%    |
| цигани         | 256            | 29,4%    |

Рідною мовою назвали:
| Мова      | Кількість осіб | Відсоток |
| --------- | -------------- | -------- |
| румунська | 702            | 80,5%    |
| циганська | 170            | 19,5%    |